# Halo 5: Guardians
Halo 5: Guardians is een first-person shooter die is ontwikkeld door Halo Studios en uitgegeven door Microsoft Studios voor de Xbox One. Het computerspel is uitgekomen op 27 oktober 2015.

## Plot
Het verhaal speelt zich af in 2558 en volgt twee secties met menselijke supersoldaten. Dit zijn het blauwe team, geleid door Master Chief, en team Osiris, geleid door Spartan Locke. Wanneer Chief plots verdwijnt om de kunstmatige Cortana op te sporen trekt men zijn loyaliteit in twijfel. Team Osiris gaat op onderzoek om Master Chief op te sporen.

## Ontvangst
Halo 5 ontving overwegend positieve recensies. Men prees de gameplay, graphics, levelontwerp en de multiplayer, kritiek was er op de singleplayer-campagne.
In de eerste 24 uur na lancering werd er in de Verenigde Staten 400 miljoen dollar aan omzet gedraaid, het spel verkocht daarmee beter dan zijn voorganger. Ondanks dit verkooprecord viel de verkoop in Japan en Groot-Brittannië tegen. In juni 2016 werd bekendgemaakt dat het spel 5 miljoen keer is verkocht in de eerste drie maanden.
Het spel is uitgebracht in drie uitvoeringen; een standaardversie, gelimiteerde versie en een collectors-versie. Deze bundels bevatten specifieke voorwerpen, zoals een figurine, een steelbook en een boekwerk met informatie over de personages.
| Aggregator    | Score   |
| ------------- | ------- |
| Metacritic    | 84/100  |
| Publicatie    | Score   |
| Destructoid   | 7/10    |
| EGM           | 9/10    |
| Game Informer | 8,75/10 |
| GameSpot      | 8/10    |
| IGN           | 9/10    |
| Polygon       | 9/10    |

## Uitbreidingen
Halo 5 werd ondersteund door updates die regelmatig uitkwamen. Deze bevatten nieuwe onderdelen zoals levels, REQ's en spelmodi.
| Datum            | Titel                      | Nieuwe onderdelen                                                                         |
| ---------------- | -------------------------- | ----------------------------------------------------------------------------------------- |
| 18 november 2015 | Battle of Shadow and Light | Big Team Battle, aanpassingen speler                                                      |
| 16 december 2015 | Cartographer's Gift        | Forge-mode, instellingen controller, aanpassingen speler, opties, levels, REQ             |
| 27 januari 2016  | Infinity's Armory          | Levels, REQ                                                                               |
| 24 februari 2016 | Hammerstorm                | Spelmodi, level, REQ                                                                      |
| 6 maart 2016     | Ghosts of Meridian         | Level, REQ, Forge, spelbalans                                                             |
| 16 mei 2016      | Memories of Reach          | Infection-mode, REQ, matchmaking, aanpassingen                                            |
| 27 mei 2016      | Hog Wild                   | REQ                                                                                       |
| 29 juni 2016     | Warzone Firefight          | Twee spelmodi, levels, REQ, Forge-canvas                                                  |
| 8 september 2016 | Anvil's Legacy             | Levels, REQ                                                                               |
| 8 december 2016  | Monitor's Bounty           | Spelbrowser, REQ, Warzone Firefight-level, bugfixes, spelbalans                           |
| 2 november 2017  | Overtime                   | Xbox One X verbetering, Oddball spelmodus, lokale server, aanbeveling, verbetering wapens |